# توماس إدواردز
توماس إدواردز (بالإنجليزية: Thomas Edwards)‏ هو مدير الفندق وسياسي أسترالي وبريطاني (وحمل سابقاً جنسية المملكة المتحدة لبريطانيا العظمى وأيرلندا)، ولد في 5 ديسمبر 1875، وتوفي في 27 سبتمبر 1951. حزبياً، نشط في حزب العمال الأسترالي (فرع جنوب أستراليا) ‏ وParliamentary Labor Party ‏. وقد انتخب عضو مجلس النواب جنوب أستراليا من الجمعية عن دائرة Electoral district of Barossa ‏ وقد انضم خلال فترته النيابية (5 أبريل 1930 – 7 أبريل 1933)  للكتلة البرلمانية حزب العمال الأسترالي (فرع جنوب أستراليا) ‏.